# Llantysilio
Llantysilio è un centro abitato del Galles, situato nella contea del Denbighshire.